# 康布勒梅尔
康布勒梅尔（法語：Cambremer，法語發音：[kɑ̃bʁəmɛʁ] ⓘ）是法国卡尔瓦多斯省的一个市镇，属于利雪区。2019年，市镇圣洛朗迪蒙并入康布勒梅尔。

## 地理
康布勒梅尔（49°9'7"N, 0°2'52"E）面积27.05 平方千米，位于法国诺曼底大区卡爾瓦多斯省，该省份为法国西北部沿海省份，北濒大西洋英吉利海峡，东北与滨海塞纳省以海上边界相接，东临厄尔省，南至奧恩省，西与芒什省接壤。
与康布勒梅尔接壤的市镇（或旧市镇、城区）包括：拉乌布洛尼耶尔、莱欧帕尔蒂、欧日地区蒙特勒伊、利韦圣母村、吕梅尼勒、圣旺勒潘、埃斯特雷圣母村-科尔邦、梅济东瓦莱多日。
康布勒梅尔的时区为UTC+01:00、UTC+02:00（夏令时）。

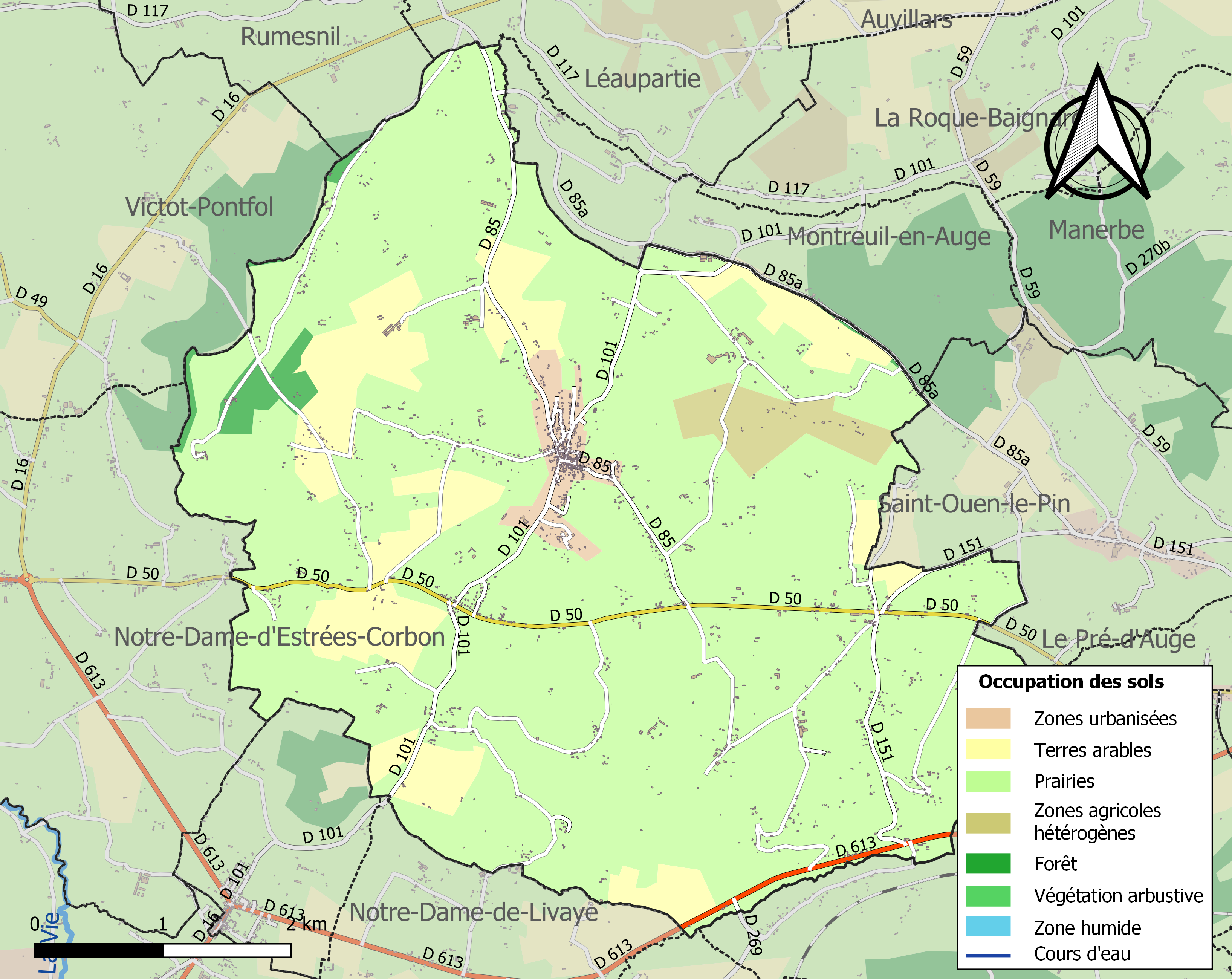
康布勒梅尔的OSM定位图

## 行政
康布勒梅尔的邮政编码为14340，INSEE市镇编码为14126。

## 政治
康布勒梅尔所属的省级选区为梅济东瓦莱多日县。

## 人口

1962-2008年间康布勒梅尔人口变化图示

康布勒梅尔于2022年1月1日时的人口数量为1307人。